# André Rebouças
André Pinto Rebouças (Cachoeira, 13 gennaio 1838 – Funchal, 9 aprile 1898) è stato un ingegnere brasiliano, abolizionista e inventore.

## Biografia
Figlio di Antônio Pereira Rebouças (1798–1880) e Carolina Pinto Rebouças, fu avvocato, membro del parlamento brasiliano (in rappresentanza dello stato di Bahia) e consigliere di Pedro II del Brasile. Suo padre era figlio di uno schiavo liberato e di una sarta portoghese. I suoi fratelli Antonio Pereira Filho Rebouças e Jose Rebolledo furono anch'essi ingegneri.
Nonostante il pregiudizio razziale, il padre era un mulatto, fu un uomo importante e prestigioso nel suo tempo. Autodidatta, nell'imparare a leggere e scrivere, gli era stato concesso il diritto di praticare la legge in tutto il paese, ed era stato inviato come rappresentante dello stato di Bahia alla Camera dei Rappresentanti per una serie di legislature. Fu segretario del Governatorato provinciale di Sergipe, consigliere dell'Impero e ricevette il titolo di Cavaliere dell'Ordine Imperiale della croce nel 1823.
Rebouças divenne famoso a Rio de Janeiro, all'epoca capitale dell'Impero del Brasile, risolvendo il problema del rifornimento idrico, convogliando in città le falde acquifere dall'esterno.
Fu ingegnere militare durante la guerra della triplice alleanza in Paraguay, progettando e realizzando un siluro.
Assieme a Machado de Assis e Olavo Bilac, Rebouças fu un importante rappresentante della classe media di discendenza africana, nonché uno dei più importanti sostenitori dell'abolizione della schiavitù in Brasile.
Incoraggiò la carriera del musicista Antônio Carlos Gomes, compositore dell'opera Il Guarany.
Negli anni 1880, iniziò a dedicarsi alla causa dell'abolizionismo, contribuì alla creazione della Società brasiliana contro la schiavitù, assieme a Joaquim Nabuco, José do Patrocínio e altri.
Dopo il colpo di stato repubblicano, Rebouças si recò in esilio con Pedro II in Europa. Per due anni rimase in esilio a Lisbona, come corrispondente del The Times di Londra.
Nel 1892, a causa di problemi finanziari, si trasferì a Luanda e quindi a Funchal, nell'isola di Madera. Nel 1898 il suo corpo venne trovato sulla spiaggia e si suppone si sia suicidato.